# Шаји лез Енери
Шаји-лез-Енери (фр. Chailly-lès-Ennery) насеље је и општина у североисточној Француској у региону Лорена, у департману Мозел која припада префектури Мец Кампањ.
По подацима из 2011. године у општини је живело 337 становника, а густина насељености је износила 46,23 становника/km². Општина се простире на површини од 7,29 km². Налази се на средњој надморској висини од 180 метара (максималној 244 m, а минималној 169 m).

## Демографија
| 1962. | 1968. | 1975. | 1982. | 1990. | 1999. | 2011. |
| ----- | ----- | ----- | ----- | ----- | ----- | ----- |
| 171   | 197   | 211   | 230   | 254   | 272   | 337   |

График промене броја становника у току последњих година